# رود ایوری
رود ایوری (به لاتین: Iori) (به گرجی: იორი) (به ترکی آذربایجانی: Qabırrı) یک رود در گرجستان است که در متسختا-متیانتی واقع شده‌است. ایوری رودخانه‌ای در قفقاز جنوبی است که از کوه‌های قفقاز بزرگ در شرق گرجستان سرچشمه می‌گیرد و تا جمهوری آذربایجان ادامه می‌یابد، جایی که به نام گابیری (قابیری) نیز شناخته می‌شود و به مخزن سد مینگه‌چویر می‌ریزد که توسط رودخانه کورا هم تغذیه می‌شود. درازای آن ۳۲۰ کیلومتر (۲۰۰ مایل) است و حوضه زهکشی آن ۴۶۵۰ کیلومتر مربع (۱۸۰۰ مایل مربع) است. از کوه‌های شمال شرقی تیانتی شروع می‌شود، از میان آن شهر می‌گذرد، به سمت شرق می‌چرخد و از میان زمین‌های پست به موازات و میان آلازانی (شمال) و کورا (جنوب) می‌گذرد.
```
[
۴
]
```